# Tahar Ben Hassen
Tahar Ben Hassen, né le 14 juillet 1941 à Tunis, est un boxeur tunisien. Il participe aux Jeux olympiques d'été en 1960 et 1964.

## Biographie
C'est à l'Alliance sportive, grande école de boxe de l'époque, qu'il apprend le métier sous le regard de Joe Guez. À l'âge de 17 ans, il remporte le titre des novices et, l'année suivante, devient le champion incontesté des poids mouches, coqs puis plumes. Il participe aux Jeux de l'Amitié organisés à Dakar en 1963.
Passé professionnel, à Paris, il entame sa carrière par un KO obtenu contre Michel Jamet le 14 avril 1966, suivi par d'autres victoires contre Guido Cantamasse (29 mai 1966), Akli Chikki, Paul Roux, Jimmy Révie, Ernesto Miranda ou encore Bruno Pieracci.
Selon Moncef Ghalloussi, « le plus bel exploit de Ben Hassen, il le réalisa le 21 mai 1972 à Barcelone lorsqu'il mit KO l'Espagnol José Megra, champion d'Europe en titre et ex-champion du monde des plumes ».
Classé au quatrième rang mondial WBC, il a la chance de disputer une demi-finale mondiale au Mexique contre Clemente Sánchez mais l'ambiance houleuse et le chauvinisme exacerbé du public le troublent et il est mis KO à la suite d'un coup qu'il affirma être irrégulier.
Revenu en Tunisie, sa carrière professionnelle s'arrête aux championnats d'Afrique de boxe organisés à Tunis le 2 février 1974. Alors que le pays s'est enthousiasmé pour la finale du poids plumes qu'il dispute contre le Ghanéen David Kotei, Tahar Ben Hassen reçoit un terrible coup qui le met KO. Il lui faut plusieurs mois pour revenir sur la scène en tant que formateur.

## Palmarès amateur
- Médaillé d'argent aux championnats d'Afrique 1962 et aux Jeux africains de 1965 dans la catégorie poids plumes
- Champion de Tunisie novice poids mouches : 1958
- Champion de Tunisie amateur poids mouches : 1959
- Champion de Tunisie amateur poids coqs : 1960 et 1961
- Champion du monde militaire : 1961[1]
- Champion de Tunisie amateur poids plumes : 1962 et 1965